# 彼得·普羅德羅姆
彼得·普羅德羅姆（希臘語：Πέτρος Προδρόμου，1969年1月14日—）是一名希腊-塞浦路斯双重国籍的空气动力学家和赛车工程师。普羅德羅姆目前在一级方程式迈凯轮车队担任空气动力学技术总监。

## 生平
1991年，普羅德羅姆进入了迈凯轮的设计部门，后来成为车队的首席空气动力学工程师。
2006年，他与阿德里安·纽维一起离开车队，前往红牛车队担任空气动力学总监。
2014年年末，普羅德羅姆重新加入迈凯轮车队，担任总工程师。
2017年，普羅德羅姆成为迈凯伦车队负责空气动力学研发的首席技术官。
2023年，他接替詹姆斯·基，晋升为空气动力学技术总监。